# Académie du renseignement extérieur
Cet article possède un paronyme, voir Académie du renseignement.
L'Académie de renseignement extérieur (Академия внешней разведки ; translittération Akademia vnechneï razvedki ou AVR) est un établissement d'enseignement supérieur situé à Moscou spécialisé dans la formation d'officiers opérationnels et de cadres du renseignement, notamment du service des renseignements extérieurs de la fédération de Russie et d'autres services. Elle succède en 1994 à l'Institut Andropov du KGB (institué en 1968 et succédant lui-même à l'École supérieure de renseignement fondée en 1948 découlant de l'École d'affectation spéciale ouverte en 1938). L'école dépend du SVR depuis décembre 1991. Elle est dirigée depuis 2007 par le général-lieutenant Vladimir Goubernov.